# Барбье, Руди
Руди Барбье (фр. Rudy Barbier; род. 18 декабря 1992, Бове, Франция) — французский профессиональный шоссейный велогонщик, выступающий c 2019 года за команду «Israel Start-Up Nation».

## Карьера
Три  сезона выступал  в Roubaix Lille Métropole. В 2016 году подписал двухлетний контракт с командой AG2RLa Mondiale.

## Достижения

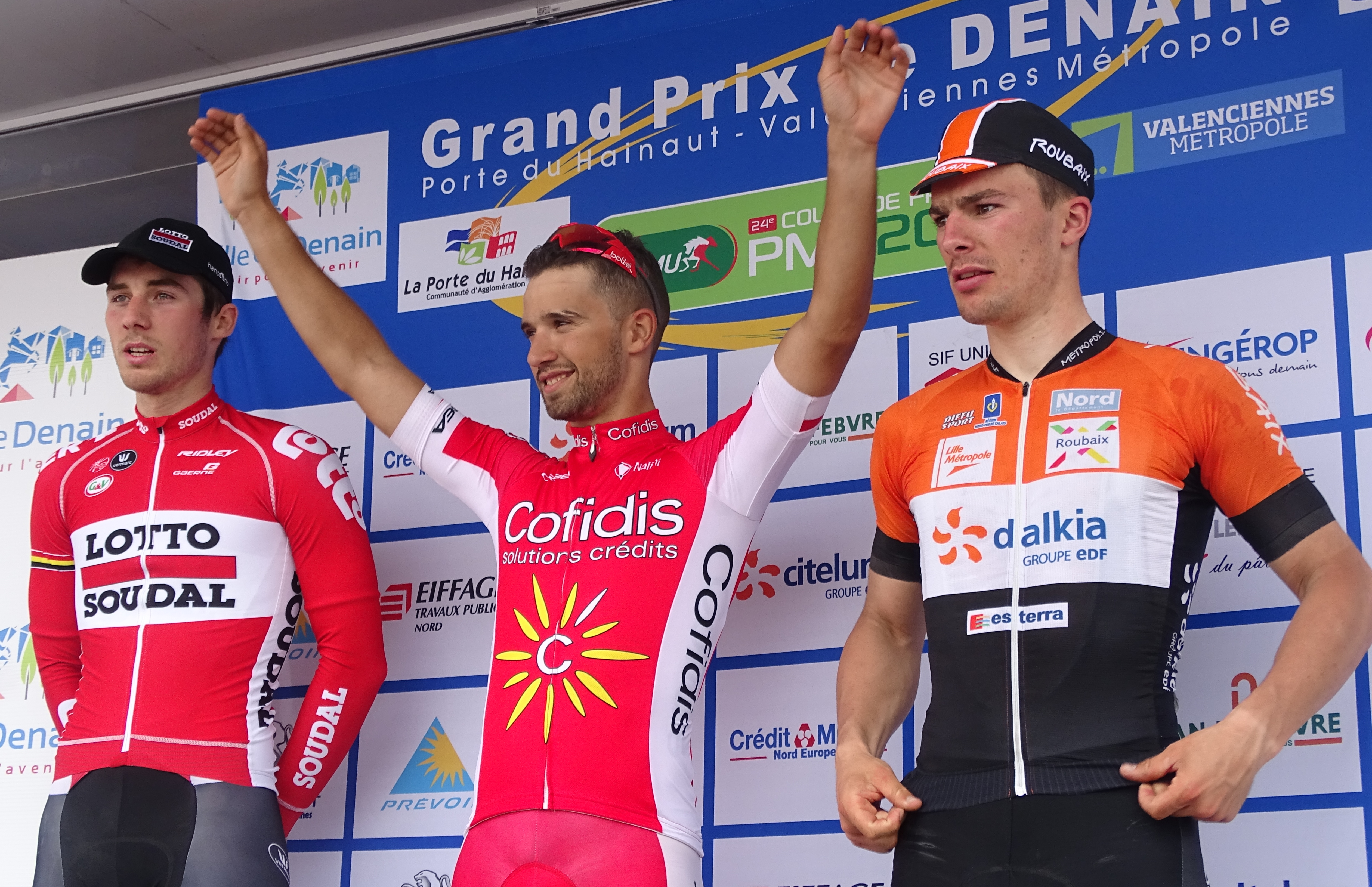
Подиум Гран-при Денена 16 апреля 2015:
Борис Валле (2-й), Насер Буханни (1-й), Руди Барбье (3-й)

2013
4-й - Paris - Arras Tour
1-й на этапе 2
1-й на этапе 2 - Tour de Seine Maritime
2014
2-й - Paris - Arras Tour
1-й на этапе 1(TTT)
2-й - Ronde de l'Oise
2015
1-й на этапе 1 - Circuit des Ardennes
3-й - Гран-при Денена
2016
1-й - Париж - Труа
1-й - Pays de Loire
2-й - Grand Prix de la ville de Pérenchies
3-й - Париж — Бурж
4-й - Гойксе Пейл
5-й - Гран-при Исберга
7-й - Tour de Vendée
9-й - La Roue Tourangelle
2017
1-й - Париж — Бурж
6-й - Схелдепрейс
7-й - Чемпионат Фландрии
9-й - Лондон — Суррей Классик
10-й - Классика Гамбурга
2018
10-й - Лондон — Суррей Классик
2019
1-й - Классик Луар-Атлантик
1-й на этапе 1 Тур Эстонии
5-й - Шоле — Земли Луары
10-й - Бредене-Коксейде Классик
2020
1-й на этапе 1 Вуэльта Сан-Хуана